# David Kimutai
David Kimutai Rotich (Sotik, Rift Valley, 19 de agosto de 1969) é um atleta queniano, especialista em 20 quilómetros marcha. É campeão africano e tem resultados relevantes em competições como os Jogos Pan-Africanos e os Jogos da Commonwealth. Participou em três Olimpíadas, mas com prestações mais modestas.
Kimutai começou a sua carreira competindo em corridas de fundo, principalmente em 10000 metros. O pouco sucesso obtido na corrida, levou-o a enveredar pela marcha atlética. O seu recorde pessoal nos 20 km marcha (1:20:40 h) foi estabelecido nos Campeonatos Quenianos no dia 29 de junho de 1996.